# Poolse kampioenschappen schaatsen sprint
De Poolse sprintkampioenschappen worden al sinds 1971 jaarlijks georganiseerd, voor mannen en vrouwen. De kampioenschappen zijn in de loop der jaren op verscheidene banen georganiseerd. Het sprinttoernooi wordt, zoals gebruikelijk bij dit type wedstrijd, verreden over twee dagen, met zowel op dag één als op dag twee een 500 en een 1000 meter. Dit geldt zowel voor de vrouwen als voor de mannen.

## Mannen
| Seizoen   | Datum         | Plaats              | Goud ·              | Zilver ·            | Brons ·             |
| --------- | ------------- | ------------------- | ------------------- | ------------------- | ------------------- |
| 1999-2000 | 12/13-02-2000 | Tomaszów Mazowiecki | Pawel Abratkiewicz  | Tomasz Swist        | Rafal Gasior        |
| 2000-2001 | 03/04-01-2001 | Tomaszów Mazowiecki | Pawel Abratkiewicz  | Rafal Gasior        | Marcin Gralla       |
| 2001-2002 | 05/06-01-2002 | Sanok               | Maciej Ustynowicz   | Rafal Gasior        | Arkadiusz Skoneczny |
| 2002-2003 | 15/16-02-2003 | Sanok               | Pawel Abratkiewicz  | Rafal Gasior        | Maciej Ustynowicz   |
| 2003-2004 | 03/04-01-2004 | Sanok               | Rafal Gasior        | Konrad Niedźwiedzki | Maciej Ustynowicz   |
| 2004-2005 | 05/06-02-2005 | Tomaszów Mazowiecki | Maciej Ustynowicz   | Pawel Abratkiewicz  | Konrad Niedźwiedzki |
| 2005-2006 | 07/08-01-2006 | Tomaszów Mazowiecki | Artur Waś           | Rafal Gasior        | Arkadiusz Skoneczny |
| 2006-2007 | 06/07-01-2007 | Tomaszów Mazowiecki | Maciej Ustynowicz   | Artur Waś           | Piotr Bluj          |
| 2007-2008 | 05/06-01-2008 | Sanok               | Maciej Ustynowicz   | Maciej Biega        | Daniel Gwadera      |
| 2008-2009 | 03/04-01-2009 | Tomaszów Mazowiecki | Konrad Niedźwiedzki | Maciej Biega        | Piotr Puszkarski    |
| 2009-2010 | 03/04-01-2010 | Sanok               | Maciej Ustynowicz   | Maciej Biega        | Artur Nogal         |
| 2010-2011 | 08/09-01-2011 | Tomaszów Mazowiecki | Artur Waś           | Maciej Biega        | Artur Nogal         |
| 2011-2012 | 18/19-02-2012 | Sanok               | Artur Nogal         | Maciej Biega        | Piotr Puszkarski    |
| 2012-2013 | 05/06-01-2013 | Zakopane            | Zbigniew Bródka     | Maciej Biega        | Artur Nogal         |
| 2013-2014 | 29/30-01-2014 | Warschau            | Piotr Puszkarski    | Piotr Michalski     | Roland Cieślak      |

## Vrouwen
| Seizoen   | Datum         | Plaats              | Goud ·                   | Zilver ·                 | Brons ·                |
| --------- | ------------- | ------------------- | ------------------------ | ------------------------ | ---------------------- |
| 1999-2000 | 12/13-02-2000 | Tomaszów Mazowiecki | Katarzyna Wojcicka       | Alexandra Przeor         | Agnieszka Szalkiewicz  |
| 2000-2001 | 03/04-01-2001 | Tomaszów Mazowiecki | Monika Clapa             | Alexandra Przeor         | Anna Stawinska         |
| 2001-2002 | 05/06-01-2002 | Sanok               | Karolina Ksyt            | Katarzyna Gawronska      | Anna Stawinska         |
| 2002-2003 | 15/16-02-2003 | Sanok               | Anna Stawinska           | Joanna Lecka             | Monika Clapa           |
| 2003-2004 | 03/04-01-2004 | Sanok               | Katarzyna Wojcicka       | Luiza Złotkowska         | Karolina Ksyt          |
| 2004-2005 | 05/06-02-2005 | Tomaszów Mazowiecki | Karolina Ksyt            | Luiza Złotkowska         | Marzena Szczpanik      |
| 2005-2006 | 07/08-01-2006 | Tomaszów Mazowiecki | Karolina Ksyt            | Natalia Czerwonka        | Marzena Szczpanik      |
| 2006-2007 | 06/07-01-2007 | Tomaszów Mazowiecki | Karolina Ksyt            | Katarzyna Woźniak        | Kamila Danaj           |
| 2007-2008 | 05/06-01-2008 | Sanok               | Karolina Ksyt            | Luiza Złotkowska         | Katarzyna Woźniak      |
| 2008-2009 | 03/04-01-2009 | Tomaszów Mazowiecki | Katarzyna Wojcicka       | Luiza Złotkowska         | Natalia Czerwonka      |
| 2009-2010 | 03/04-01-2010 | Sanok               | Natalia Czerwonka        | Katarzyna Woźniak        | Luiza Złotkowska       |
| 2009-2010 | 03/04-01-2010 | Sanok               | Natalia Czerwonka        | Katarzyna Woźniak        | Luiza Złotkowska       |
| 2010-2011 | 08/09-01-2011 | Tomaszów Mazowiecki | Claudia Wallin           | Lillian Iwaniszyn        | Angelika Fudalej       |
| 2011-2012 | 18/19-02-2012 | Sanok               | Katarzyna Bachleda-Curuś | Karolina Domańska-Ksyt   | Aleksandra Dębowska    |
| 2012-2013 | 05/06-01-2013 | Zakopane            | Natalia Czerwonka        | Katarzyna Bachleda-Curuś | Karolina Domańska-Ksyt |
| 2013-2014 | 29/30-01-2014 | Warschau            | Katarzyna Woźniak        | Angelika Fudalej         | Aleksandra Goss        |

 België · 
 Canada · 
 China · 
 Duitsland · 
 Finland · 
 Frankrijk · 
 Hongarije · 
 Italië · 
 Japan · 
 Kazachstan · 
 Nederland (mannen) - (vrouwen) · 
 Noorwegen (mannen) - (vrouwen) · 
 Oekraïne · 
 Oostenrijk · 
 Polen · 
 Roemenië · 
 Rusland · 
 Tsjechië · 
 Verenigde Staten · 
 Wit-Rusland · 
 Zuid-Korea · 
 Zweden · 
 Zwitserland
 Poolse kampioenschappen schaatsen

Afstanden · 
Allround · 
Sprint